# Sandur møntskat
Sandur møntskat blev fundet ved bygden Sandur på Sandoy i det sydlige Færøerne i 1863 og består af 98 sølvmønter, der formentlig blev begravet mellem 1070 og 1080. Det er den eneste møntskat, der er fundet på øgruppen.
Møntskatten er ikke kun interessant pga. sin alder, men også fordi den viser, hvilke lande færingerne handlede med i 1000tallet. Det er generelt antaget, at vikingetiden endte på Færøerne i 1035. Derefter kom øerne i stigende grad under norsk indflydelse, hvilket ledte til indførelse af et reguleret pengevæsen.
I dag befinder mønterne sig på Færøernes Nationalmuseum (Føroya Fornminnissavn) i Tórshavn og er blandt hovedattraktionerne i museets samling.

## Fundsted og ejer
Mønterne blev fundet i 1863 ved et rent tilfælde. Gravere på Sandurs kirkegård var ved at grave en grav, der skulle være særlig dyb for at kunne rumme to pestofre. Fundstedet var der, hvor alteret stod i den første kirke i Sandur (Færøernes første kristne kirkebygning nogensinde). Historikere antager i dag, at kirken var en privat kirke for en storbondefamilie, da der er en vikingekirkegård med stormandsgrave lige ved siden af. Skatten kunne derfor have tilhørt en velhavende bonde og ikke kirken.
Hvis mønterne tilhørte en storbonde, peger det store antal mønter fra Tyskland på en eksport af færøsk uld enten dertil eller til mellemmænd.

## Indeks over mønterne
- Følgende mønter kom fra England :
  - 3 fra Ethelred 2. (978 - 1013 og 1014–1016)
  - 9 fra Knud den Store (1016–1035), en af dem er falsk
  - 3 fra Harald Harefod (1035–1040)
  - 8 fra Edvard Bekenderen (1042–1066)
  - 1 uidentificeret falsk mønt
- 1 fra Irland, der ikke kunne dateres nøjagtigt, men er fra ca. 1050
- Fra Danmark :
  - 2 fra Hardeknuds regeringstid (1035–1042)
  - 1 fra tiden mellem 1050 and 1095
  - 2 falske
- 17 mønter var af norsk oprindelse :
  - 1 fra samregeringen af Magnus 1. og Harald 3. (1046–1047)
  - 2 fra Harald 3.s tid (1047–1066)
  - 4 fra samregeringen mellem Magnus 2. og Olav 3. (1066–1069)
  - 10 ikke daterbare mønter, enten fra ovennævnte samregering, eller fra tiden under Olav 3. (1069–1093)
- 50 mønter stammer fra Tyskland:
  - 1 fra Konrad 2. (1024–1039)
  - 2 fra Bruno 3. af Braunschweig (1038–1057)
  - 1 fra Teoderik af Lothringen (959 - 1032)
  - 1 fra Biskop Eberhard 1. of Augsburg (1029–1047)
  - 1 fra Biskop Bernold von Utrecht (1027–1054)
  - 1 mønt af usikkert oprindelse af samme type som den ovennnævnte fra Utrecht
  - 1 fra Breisach
  - 1 fra Celle
  - 1 fra Deventer (i dag i Nederlandene)
  - 1 fra Duisburg
  - 1 fra Goslar
  - 1 fra Hoya
  - 1 fra Magdeburg
  - 1 fra Remagen
  - 1 fra Speyer
  - 1 fra Tiel (i dag i Nederlandene)
  - 1 fra Würzburg
  - 29 ande, der ikke kunne klassificeres (anno 1979)
- en ungarsk mønt fra Stefan 1. af Ungarns regeringsperiode (997 - 1038)